# Schwaneberg (Sülzetal)
Schwaneberg ist ein Ortsteil der Einheitsgemeinde Sülzetal im Landkreis Börde in Sachsen-Anhalt.

## Geografie
Der Ort liegt südwestlich von Magdeburg. Zur Gemeinde Schwaneberg gehörte der Wohnplatz Körling.

## Geschichte

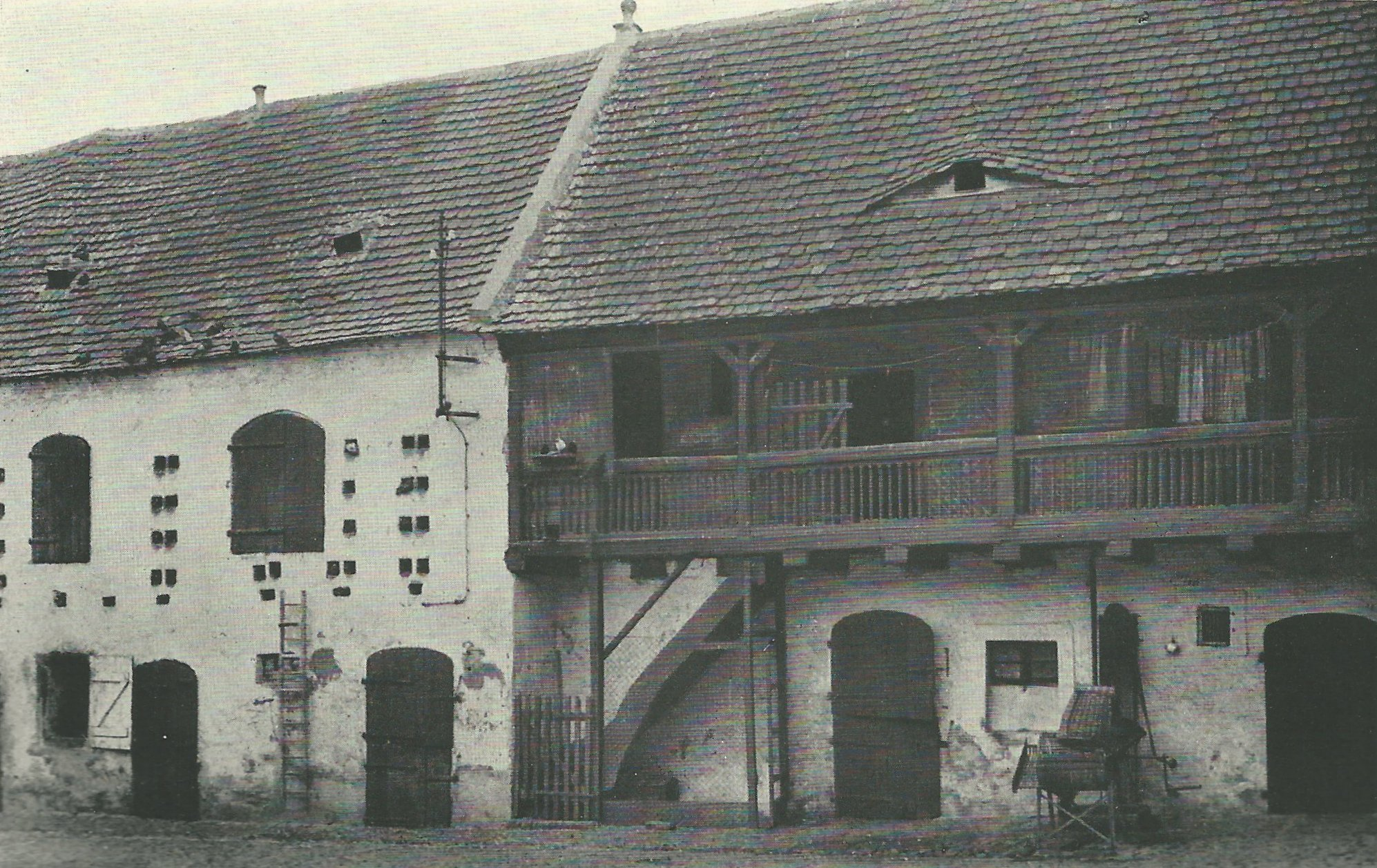
Bauernhof in Schwaneberg, 1935 oder früher

In einer Schenkungsurkunde von Otto I. an das „Moritzkloster“ Magdeburg wird der Ort im Jahr 939 erstmals erwähnt. Er lag im zentralen Siedlungsgebiet des Nordthüringgaus. Später machte hier das Kloster Berge bedeutende Erwerbungen. Nach 1648 kam der Ort zum königlichen Amt Egeln im Holzkreis. Die Entwicklung des Ortsnamens lässt sich so verfolgen: Suanuburgon 939, Suaneberg 1144, Svaneberge 1176. Im Dreißigjährigen Krieg teilte Schwaneberg das gleiche Schicksal wie andere Orte und wurde Opfer von Brand, Raub und Zerstörung.
Die Gemeinde Schwaneberg schloss sich am 1. April 2001 mit anderen Gemeinden zur neuen Einheitsgemeinde Sülzetal zusammen und verlor dadurch ihre politische Selbständigkeit.

## Politik

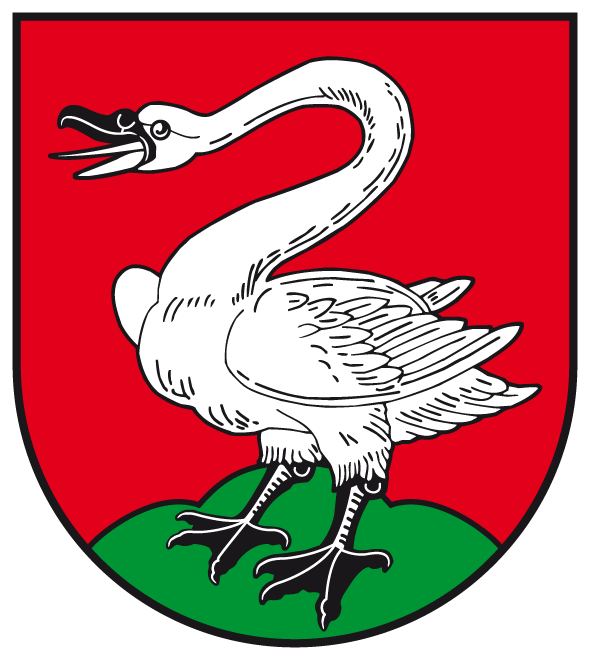

### Wappen
Das Wappen wurde am 27. November 1937 durch den Oberpräsidenten der Provinz Sachsen, Curt von Ulrich, verliehen.
Blasonierung: „In Rot auf grünem Dreiberg ein schwarz bewehrter silberner Schwan.“
Das Wappen wurde von dem Magdeburger Staatsarchivrat Otto Korn gestaltet.

## Sehenswürdigkeiten und Kultur

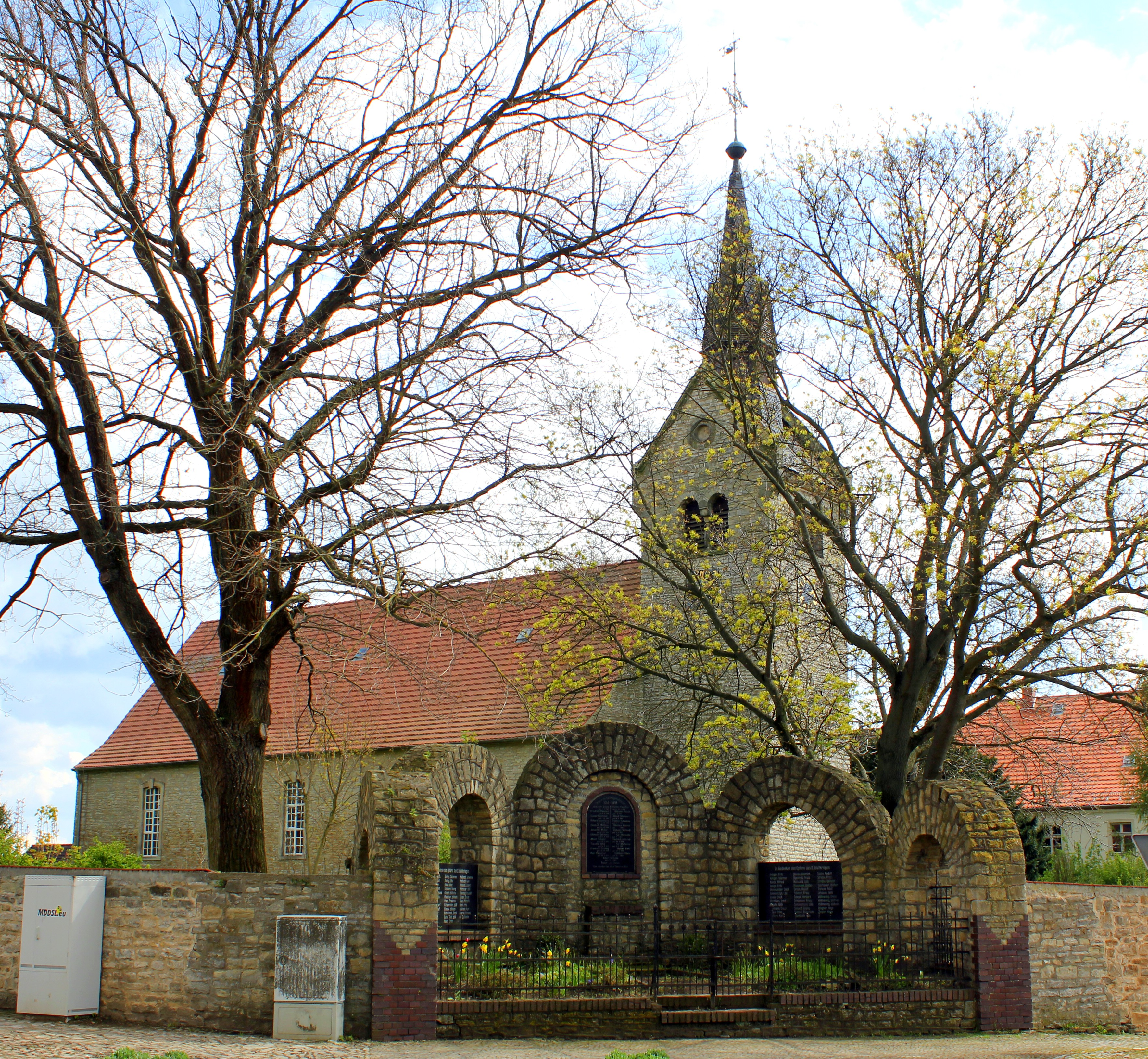
Kriegerdenkmal und St.-Lambertus-Kirche

Zu den Baudenkmälern gehören die evangelische Sankt-Lambertus-Kirche, die ehemals katholische Kulturkirche, der Park, das Kriegerdenkmal und die Gruft.
Im April werden die Felder des Gartenbaubetriebes in Schwaneberg zur Attraktion, wenn die Tulpen blühen. Deutschlands größter Tulpenzwiebelbetrieb besteht seit dem Jahr 1930 bereits in der fünften Generation.

## Verkehr
Die B 81 tangiert Schwaneberg östlich.  Der Haltepunkt Schwaneberg lag an der 1999 stillgelegten Bahnstrecke Schönebeck–Blumenberg.

## Persönlichkeiten
- Heinrich Apel (1935–2020), Künstler, Bildhauer und Restaurator, in Schwaneberg geboren